# Komplex vektor

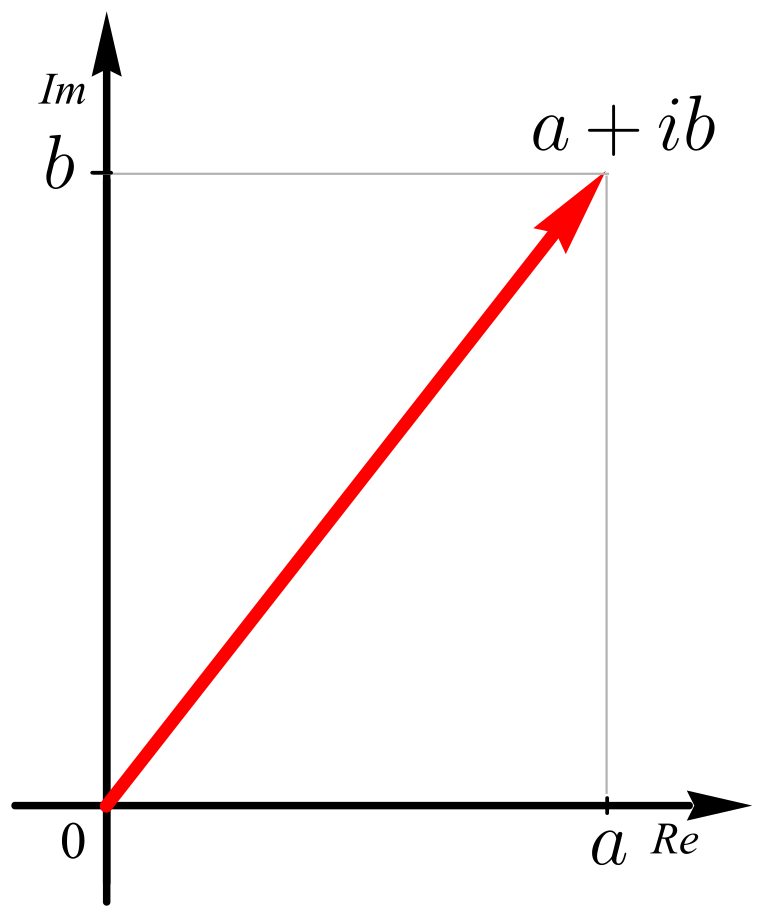

En komplex vektor är att med ett tvådimensionellt koordinatsystem visualisera ett komplext tal i ett komplext linjärt rum där x-axeln är den reella delen och y-axeln är den imaginära delen (arganddiagram).
För det komplexa talet z är vektorns längd absolutbeloppet av z:
{\displaystyle |z|={\sqrt {a^{2}+b^{2}}}}